# Limou
Der Limou (französisch: Ruisseau de Limou) ist ein kleiner Fluss am Westrand des Zentralmassivs von Frankreich, der im Département Aveyron der Region Okzitanien nordöstlich der Stadt Decazeville verläuft.

## Geografie

### Verlauf
Der Limou entspringt im Gemeindegebiet von Conques-en-Rouergue, entwässert generell Richtung Westnordwest und mündet nach insgesamt rund 15 Kilometern im Gemeindegebiet von Flagnac als linker Nebenfluss in den Lot. Der Limou ändert mehrfach seinen Namen in Bezug auf die von ihm tangierten Orte: im Oberlauf nennt er sich Ruisseau de Calvance, im Mittelteil Ruisseau de la Brousse und erst im Unterlauf Ruisseau de Limou.

### Orte am Fluss
(Reihenfolge in Fließrichtung)
- Noailhac, Gemeinde Conques-en-Rouergue
- Les Clémenties, Gemeinde Almont-les-Junies
- Belfort, Gemeinde Almont-les-Junies
- Almont-les-Junies
- Laviale, Gemeinde Flagnac
- Limou, Gemeinde Flagnac